# Augochlora iphigenia
Augochlora iphigenia is een vliesvleugelig insect uit de familie Halictidae. De wetenschappelijke naam van de soort werd voor het eerst geldig gepubliceerd in 1886 door Holmberg.